# Кратка среща
„Кратка среща“ (на английски: Brief Encounter) е британски филм с режисьор Дейвид Лийн по пиеса на Ноъл Кауърд. Във филма звучи музиката на Концерт за пиано и оркестър номер 2 на Сергей Рахманинов. В главните роли са Силия Джонсън, Тревър Хауърд и Стенли Холоуей. През 1999 г. е включен на второ място в списъка на 100 най-добри британски филми за последните 100 години и на 12-о място сред най-добрите британски филми за всички времена. Друга адаптация е филмът от 1974 г. със София Лорен и Ричард Бъртън.

## Сюжет
Филмът е класическа мелодрама за кратка любовна афера между женен мъж и омъжена жена, които се срещат случайно на гарата.

## В ролите
| Актьор         | Роля                                 |
| -------------- | ------------------------------------ |
| Силия Джонсън  | Лора Джесън                          |
| Тревър Хауърд  | Д-р Алек Харви                       |
| Стенли Холоуей | Алберт Годби, кондуктор              |
| Джойс Кери     | Миртъл Багът, собственик на кафенето |
| Сирил Реймънд  | Фред Джесън                          |
| Евърли Грег    | Доли Меситър                         |
| Маргрет Бъртън | Берил Уолтърс, помощник в чайната    |